# 25417 Coquillette
25417 Coquillette è un asteroide della fascia principale. Scoperto nel 1999, presenta un'orbita caratterizzata da un semiasse maggiore pari a 2,2416860 UA e da un'eccentricità di 0,0714213, inclinata di 5,16302° rispetto all'eclittica.